# Supercopa de España de hockey patines
La Supercopa de España de hockey patines, es una competición disputada anualmente al comienzo de la temporada en formato final a cuatro, entre los campeones y subcampeones la Liga y de la Copa de la temporada anterior.
Desde su inicio se disputó a doble partido entre el campeón de liga y el de copa. Si el campeón de Liga coincidía con el campeón de Copa, la competición la disputaba el subcampeón copero frente al campeón de Liga.
A partir del 2011 la competición se disputó a un solo partido y en pista neutral.
En 2013 volvió a modificarse el formato, añadiéndose también los subcampeones de liga y copa, disputándose en una misma sede y en formato de final a cuatro.

## Historial
En cursiva se indican las versiones que no son consideradas oficiales.
| Ed.           | Temporada | Campeón               | Res.         | Subcampeón              | Sede                        |
| ------------- | --------- | --------------------- | ------------ | ----------------------- | --------------------------- |
|               | 1984      | Reus Deportiu         |              |                         |                             |
| No se disputó |           |                       |              |                         |                             |
|               | 1994      | ONCE Igualada         | 6–3          | Liceo Caixa Galicia     | Puentes de García Rodríguez |
| No se disputó |           |                       |              |                         |                             |
| I             | 2004      | FC Barcelona          | 9–5          | Liceo                   | Ida y vuelta                |
| II            | 2005      | FC Barcelona          | 10–5         | Roncato Patí Vic        | Ida y vuelta                |
| III           | 2006      | Alnimar Reus Deportiu | 6–5          | FC Barcelona            | Ida y vuelta                |
| IV            | 2007      | FC Barcelona          | 5–4          | Alnimar Reus Deportiu   | Ida y vuelta                |
| V             | 2008      | FC Barcelona          | 9–4          | Noia Freixenet          | Ida y vuelta                |
| VI            | 2009      | Roncato Patí Vic      | 7–5          | FC Barcelona            | Ida y vuelta                |
| VII           | 2010      | Roncato Patí Vic      | 6–5          | FC Barcelona            | Ida y vuelta                |
| VIII          | 2011      | FC Barcelona          | 5–1          | Tecnol Reus Deportiu    | San Sadurní de Noya         |
| IX            | 2012      | FC Barcelona          | 9–2          | Noia Freixenet          | Ida y vuelta                |
| X             | 2013      | FC Barcelona          | 3–3 (1–0 p.) | Reus Deportiu           | Vendrell                    |
| XI            | 2014      | FC Barcelona          | 5–4          | Liceo                   | Reus                        |
| XII           | 2015      | FC Barcelona          | 6–5          | Liceo                   | Vich                        |
| XIII          | 2016      | Liceo                 | 2–1          | Reus Deportiu           | Reus                        |
| XIV           | 2017      | FC Barcelona          | 4–0          | Voltregá                | San Hipólito de Voltregá    |
| XV            | 2018      | Liceo                 | 3–2          | FC Barcelona            | San Sadurní de Noya         |
| XVI           | 2019      | Reus Deportiu Miró    | 3–2          | FC Barcelona            | Igualada                    |
| XVII          | 2020      | FC Barcelona          | 4-1          | Reus Deportiu Miró      | Lloret de mar               |
| XVIII         | 2021      | Liceo                 | 3-2          | FC Barcelona            | San Sadurní de Noya         |
| XIX           | 2022      | FC Barcelona          | 4-0          | Reus Deportiu Virginias | Olot                        |
| XVIII         | 2023      | FC Barcelona          | 3-2          | Liceo                   | San Sadurní de Noya         |
| XXXIX         | 2024      | FC Barcelona          | 1-0          | Reus Deportiu           | La Coruña                   |

### Palmarés
| Equipo            | Títulos | Subcamp. | Años campeonatos                                                                   |
| ----------------- | ------- | -------- | ---------------------------------------------------------------------------------- |
| FC Barcelona      | 14      | 6        | 2004, 2005, 2007, 2008, 2011, 2012, 2013, 2014, 2015, 2017, 2020, 2022, 2023, 2024 |
| Hockey Club Liceo | 3       | 4        | 2016, 2018, 2021                                                                   |
| Reus Deportiu     | 2       | 7        | 2006, 2019                                                                         |
| Club Patí Vic     | 2       | 1        | 2009, 2010                                                                         |
| Noia Freixenet    | 0       | 2        |                                                                                    |
| Voltregá          | 0       | 1        |                                                                                    |